# Samuel Evans
Pour les articles homonymes, voir Evans.
Samuel Evans était un capitaine de l'US Navy, né à une date inconnue au XIXe siècle dans le New Jersey et décédé le 2 juin 1824 au Brooklyn Navy Yard à bord de la frégate USS Constitution.

## Biographie
Nommé midshipman le 11 mai 1798, Evans fut affecté sur le Ganges qui quitta Philadelphie le 24 mai 1798 sous le commandement du captain Richard Dale. Le Ganges était en partance pour la côte atlantique au début de la quasi-guerre. Evans fut affecté sur le George Washington de l'escadron du commodore Thomas Tingey à la Guadaloupe Station. Promu lieutenant le 25 novembre 1799, il fut affecté avec le lieutenant Archibald McElroy qui préparait l'Augusta pour un départ vers Philadelphie mais qui servit plus  tard dans les West Indies. Ses états de service durant la Quasi-guerre ne sont pas connus.
Le 2 juin 1801, il fut retenu pour servir comme lieutenant dans le cadre du Military Peace Establishment Act. Il servit alors en Méditerranée jusqu'en 1804. Le 21 mars 1804, il fut convoqué à Baltimore pour transférer ses meilleurs hommes sur les frégates Congress, President et John Adams. Il prit ensuite le commandement du Hornet qui fut engagé lors de la bataille de Derna. Capitaine du Nautilus le 1er septembre 1805, il regagna les États-Unis en 1806. Il fut promu au grade de master commandant (commander) le 24 avril 1806. En permission de 1806 à 1808 dans le cadre d'une mission de marine marchande, il reprit son service au sein de l'armée en mars 1808 lorsqu'il reçut l'ordre de superviser la construction de canonnières.
Il prit le commandement de l'Argus en février 1809 puis du John Adams et voyagea jusqu'en Europe. Ayant de nouveau demandé une permission en 1811, ne put prendre part au voyage. Il fut promu capitaine en juillet 1812. Commandant de la Naval Station de Norfolk en 1812, il prit le commandement de la Chesapeake la même année. Avant son retour à Boston en avril 1813, la frégate captura six navires. Fin avril 1813, il demanda à être relevé de son commandement à cause de problèmes de vue consécutifs à une vieille blessure. Le Secrétaire à la Marine lui accorda ce retrait de commandement en mai de la même année, le plaçant à la direction du Navy Yard de New York. Il y demeura jusqu'à sa mort dans le port, à bord de la Constitution le 2 juin 1824. Il est mort de la rupture d'un vaisseau sanguin alors qu'il remontait sur la passerelle.

## Avancement
- 11 mai 1798 : midshipman
- 25 novembre 1799 : lieutenant
- 24 avril 1806 : master commandant (Allen donne septembre 1804[3])
- 4 juillet 1812 : captain